# Nietigverklaring van een kerkelijk huwelijk
De nietigverklaring van een kerkelijk huwelijk is in het rooms-katholieke canoniek recht de verklaring waarin wordt vastgesteld dat een huwelijk door het ontbreken van een van haar wezenskenmerken van begin af aan ongeldig is geweest.
Deze vaststelling wordt op voordracht van één of beide huwelijkspartners en na een uitgebreid onderzoek door de diocesane rechtbank (in de persoon van de officiaal) na een voorbereiding door de bisschop uitgesproken. Zij heeft tot gevolg dat de betrokkenen na de burgerlijke scheiding vrij zijn een nieuw en geldig kerkelijk huwelijk te sluiten.
De nietigverklaring betreft geen echtscheiding, maar een vaststelling van ongeldigheid.

## Gronden voor nietigverklaring
Het ontbreken van voorwaarden voor de geldigheid van een huwelijk (en dus grond voor een nietigverklaring) kan bestaan in de volgende omstandigheden:
- één der partners onderhield reeds bij het sluiten van het huwelijk buitenechtelijke relaties
- één der partners was bij het sluiten van het huwelijk tot de geslachtsdaad geestelijk of lichamelijk niet in staat (onvruchtbaarheid is onvoldoende)
- het huwelijk kwam onder dwang van buiten tot stand
- het huwelijk werd gesloten op een geheime voorwaarde, bijvoorbeeld een erfenis
- het huwelijk werd niet gesloten volgens de kerkelijk voorgeschreven vorm (bijvoorbeeld zonder een bepaalde noodzakelijke bisschoppelijke dispensatie)

De nietigverklaring werd vroeger zelden afgegeven, tegenwoordig wordt er juist geklaagd over onzorgvuldig onderzoek dat te snel tot nietigverklaring zou leiden van wel degelijk geldige huwelijken. Het komt daarbij voor dat een betrokken echtgenoot ontoerekeningsvatbaar is verklaard in een psychiatrisch rapport, zonder zelf gehoord te zijn.
De nietigverklaring van een huwelijk moet niet verward worden met het Paulijns of Petrijns privilege, waarbij het gaat om geldig gesloten, en in het geval van het Paulijns privilege ook voltrokken huwelijken.